# Marxistisch-Leninistische Communistische Partij
De Marxistisch-Leninistische Communistische Partij (Turks: Marksist-Leninist Komünist Partisi, Marxistisch-Leninistische Communistische Partij) (MLKP) is een Hoxhaïstische partij die in het geheim opereert in Turkije. De partij heeft ook een afdeling in het gebied Rojava in Syrië opgezet gedurende de Syrische Burgeroorlog.
De MLKP werd in september 1994 gevormd door de unificatie van de Communistische Partij van Turkije/Marxist-Leninist - Hareketi en de Communistische Arbeidersbeweging van Turkije. Beide groepen waren pro-Albanië. Bij de vorming heette de MLKP de MLKP-Kuruluş (MLKP-Stichting).
In september 1995 fuseerde de MLKP-Kuruluş met de Communistische Partij van Turkije/Marxist-Leninist (Nieuwe Opbouwsorganisatie). De naam van de MLKP-Kuruluş werd toen MLKP. Later dat jaar splitste de MLKP weer en de Communistische Partij - Opbouwsorganisatie werd gevormd.
In 2007 werd de MLKP op een lijst van twaalf actieve terroristische organisaties in Turkije gezet door de Turkse overheid.